# Rosalind Scott
Rosalind Carol Scott (Bath, 10 agosto 1957) è una politica inglese, attuale presidente dei Liberal-Democratici, partito politico che fa capo a Nick Clegg, e membro della Camera dei Lord.

## Biografia
Nata a Bath, nella regione inglese del Sud Ovest, nella contea di Sunderland, si è laureata alla University of East Anglia.
Nel 2008 si è candidata alla presidenza del partito, vincendo al ballottaggio sull'altro candidato liberal democratico, Lembit Öpik. La notizia è stata annunciata l'8 novembre dello stesso anno, dopo avere svolto, negli anni precedenti, numerose cariche politiche.